# Sufflamen
Genre
Sufflamen est un genre de poissons tetraodontiformes, de la famille des Balistidae (« poissons-balistes »).

## Liste d'espèces
Selon FishBase (26 mars 2014), World Register of Marine Species (26 mars 2014) et World Register of Marine Species (26 mars 2014) :
- Sufflamen albicaudatum (Rüppell, 1829) - Baliste à gorge bleue
- Sufflamen bursa (Bloch et Schneider, 1801) - Baliste boomerang
- Sufflamen chrysopterum (Bloch et Schneider, 1801) - Baliste double-queue
- Sufflamen fraenatum (Latreille, 1804) - Baliste masqué alias Baliste masque ou Bourse
- Sufflamen verres (Gilbert et Starks, 1904) - Baliste calafate

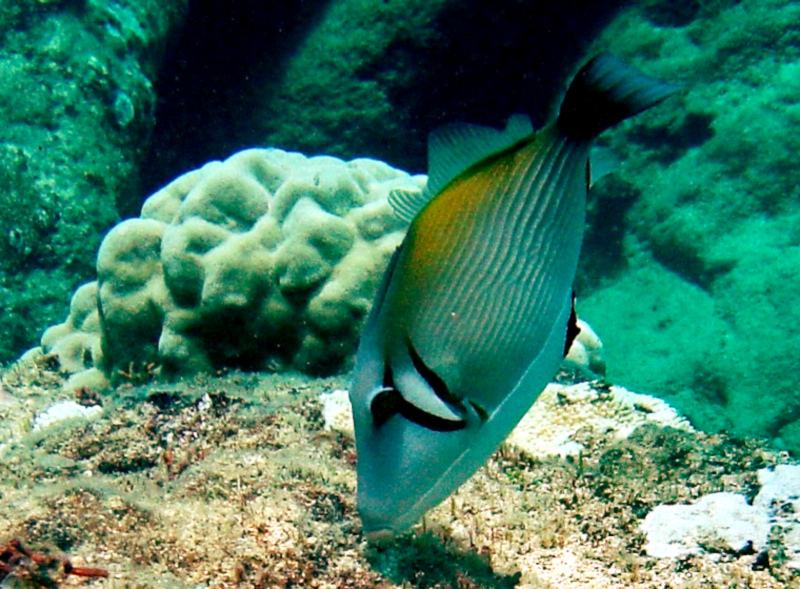
Sufflamen bursa
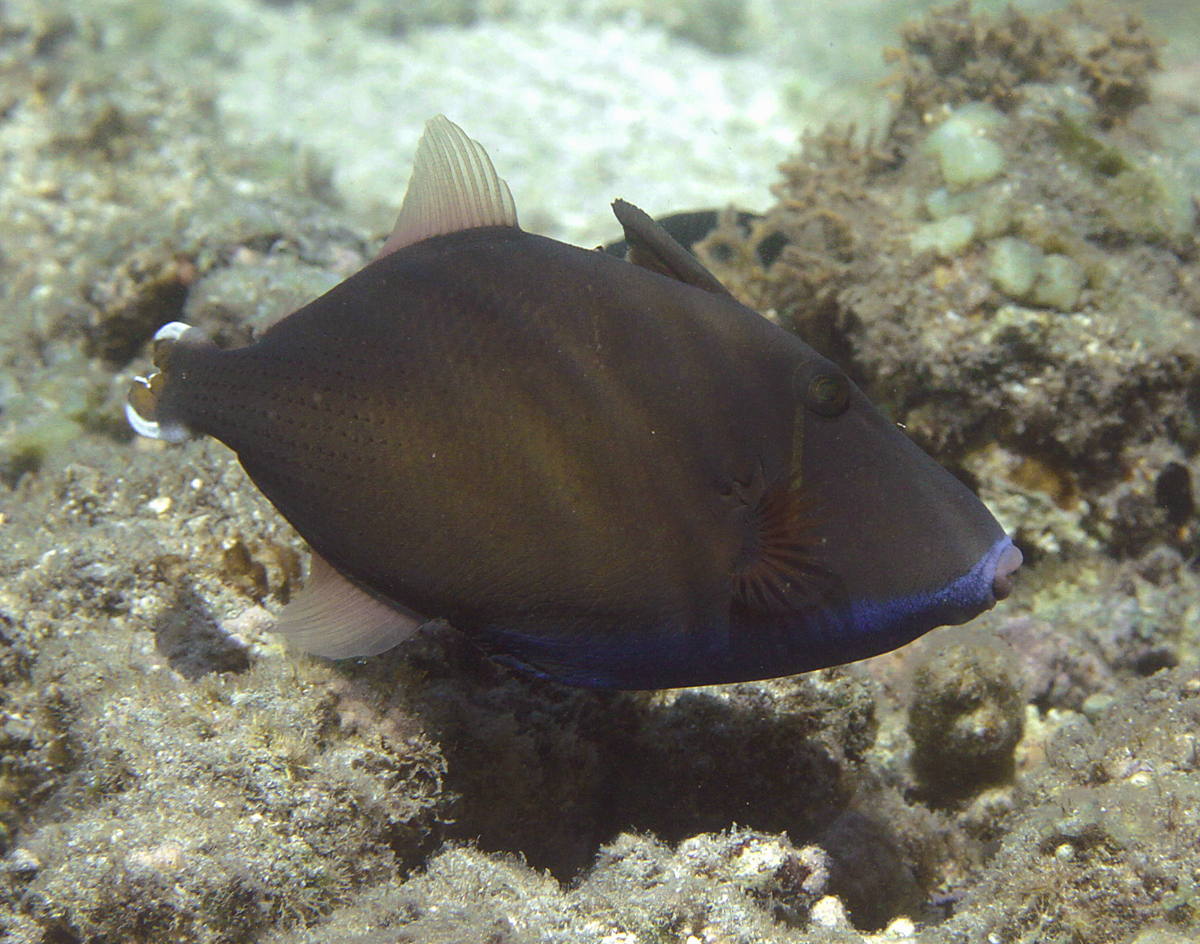
Sufflamen chrysopterum
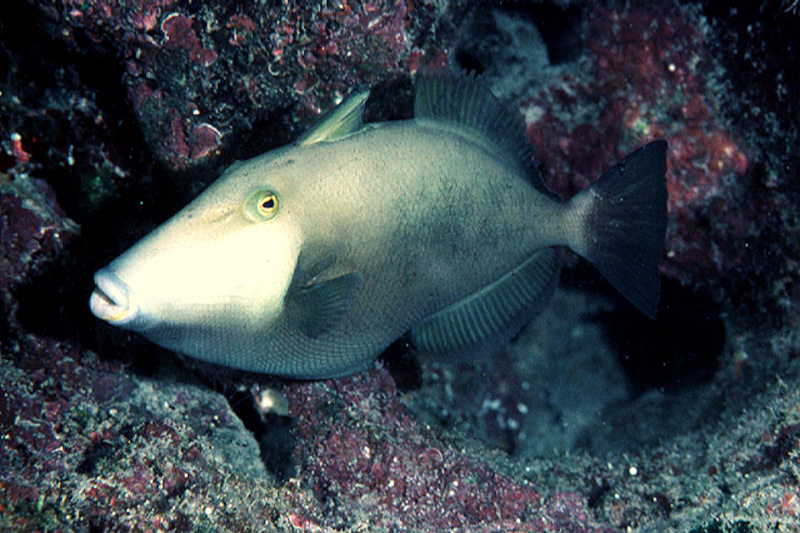
Sufflamen fraenatum
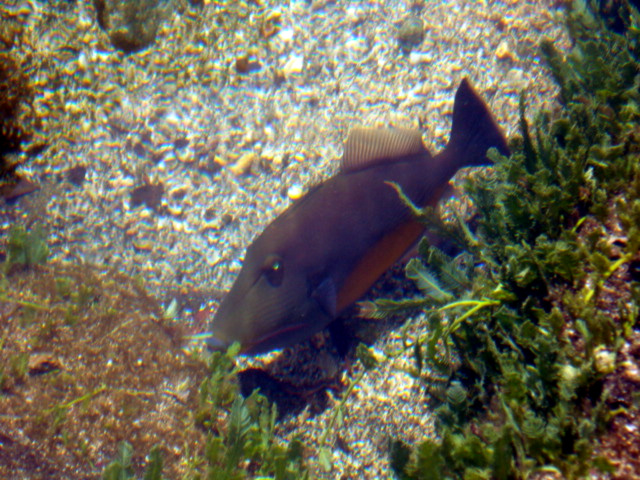
Sufflamen verres